# Post-istina
Post-istina (eng. post-truth),  odnosno post-činjeničan je prema definiciji Oxford Dictionariesa, pridjev koji se odnosi ili označava okolnosti u kojima objektivne činjenica manje utječu na stvaranje javnoga mišljenja od apela (obraćanja) usmjerenih na ljudske osjećaje i uvjerenja. Oxfordski rječnik je tu riječ izabrao za riječ godine 2016. Pojava ovog pridjeva je nastala zato što u suvremenome svijetu ne postoje jasne međe između istine i laži, činjenica i "alternativnih činjenica". The Economist je na svojoj naslovnici objavio naslov "Art of the lie - post-truth politics in the age of social media" (Umjetnost laži u doba post-istinite politike i društvenih medija)
Post-činjeničan je našao svoje uporište u tome što su društveni mediji uspjeli kao izvor vijesti i zbog sve većeg nepovjerenja u činjenice koje nudi establisment.